# Svitlana Azarova
Svitlana Azarova, (en ucraïnès Світлана Анатоліївна Азарова; Izmaïl, óblast d'Odessa (Ucraïna), 9 de gener, 1976), és una compositora ucraïnesa-holandesa de música contemporània.

## Biografia
Després de graduar-se a l'Institut Pedagògic com a professora de música el 1996, Azarova va anar al Conservatori d'Odessa, on va estudiar composició amb Olexander Krasotov i Karmella Tsepkolenko. Va acabar els seus estudis l'any 2000.
L'any 2003 va ser becada del Ministeri de Cultura de la República de Polònia durant sis mesos a l'Acadèmia de Música Frédéric Chopin de Varsòvia amb Marcin Błażewicz. El 2003 va ser convidada pel "Dresden Center for Contemporary Music" (DZzM, ara el Centre Europeu de les Arts Hellerau) a participar en un projecte dins dels "Dresden Days of Contemporary Music".
La seva composició Asiope es va estrenar el 6 d'octubre de 2004 al "Festspielhaus Hellerau". En ell, els límits entre els diferents gèneres artístics i el límit entre el públic i l'escenari es dissolen incorporant seqüències de text a la música. Els intèrprets del conjunt citen de les sol·licituds de visat, alhora que fan tangible musicalment la humiliació a la qual se senten exposats. L'obra fa al·lusió a la confrontació entre els idiomes occidentals i orientals, com la seva composició West East.Osteuropäische Komponisten zu Gast bei der Musica viva. In: Süddeutsche Zeitung. Sueddeutscher Verlag GmbH, Muenchen, München 30. Juni 2007, S. 55.
El 2005 va participar en la 9a Acadèmia Internacional de Nova Composició i AudioArt a "Seefeld in Tirol", dirigida per Bogusław Schaeffer i Richard Boulanger. Després es va traslladar als Països Baixos i va completar estudis de postgrau al Conservatori d'Amsterdam amb Theo Loevendie amb un Màster en Música el 2007. Va treballar com a compositora en residència al "Visby International Center for Composers" (VICC) a Gotland el 2007, i al "Czech Music Information Center" de Praga el 2008.
La seva composició del 2011, Mover of the Earth, Stopper often the Sun va ser encarregada per a l'Orquestra Nacional d'Illa de França. L'obra tracta de la convulsió revolucionària de la història intel·lectual europea desencadenada per la visió heliocèntrica del món presentada per Copèrnic.
Del 2015 al 2016 va treballar a l'òpera Momo and the time thieves per encàrrec de la Royal Danish Opera; la història del nen, que va portar el temps robat a la gent. Aquesta òpera es va estrenar el 15 d'octubre de 2017 a l'escenari principal de l'Òpera de Copenhaguen (Holmen).
Les obres d'Azarova són interpretades per conjunts i orquestres internacionals. Aquests inclouen Petra Stump (clarinet), Mariko Nishioka i Yuka Sugimoto (percussió), "Nieuw Ensemble" (Països Baixos), Stephan Vermeersch,[12][13] Marcel Worms (Països Baixos), Ensemble pass_ПОРТ dirigit per Kevin John Edusei, el conjunt polonès Sinfonia Iuventus dirigit per Roman Rewakowicz,Sinfonia Iuventus performs Azarova 22. April 2009 Filharmonia Winnicka (Memento vom 16. April 2013 im Webarchiv archive.today) i l'"Eastern Connecticut Symphony Orchestra" dirigida per Toshiyuki Shimada.
El 25 de març de 2023, Ulrich von Wrochem va tocar a la Jakobuskirche Tübingen, entre d'altres; I fell into the Sky d'Azarova com a senyal de solidaritat amb Ucraïna.

## Composicions (selecció)
- 1999: Symphonic Poem per a gran orquestra simfònica
- 1999: Diagram per a cinc violoncels
- 1999: Cicle de cançons Punished by Love basat en versos de Ludmyla Olijnyk (en rus) per a soprano i piano
- 2000: The Dance of Birds per a orquestra de corda[18]
- 2000: Cronòmeter per a piano[19]
- 2001: As for the Clot it is Slowly.. per a tuba sola[18]
- 2002: ...is there no alternative for you? per a conjunt
- 2002: Axis of Every Karuss... per a clarinet, piano i violoncel[18]
- 2003: Symphonic Lana Sweet per a gran orquestra simfònica
- 2003: West – East per a Ensemble[1][14]
- 2003: Feet on Fire per a dues percussions[20]
- 2004: Asiope per a Ensemble[1]
- 2005: Hotel Charlotte per a quartet de corda
- 2005: The Violinist's morning espresso per a violí[18]
- 2006: Model Citizens per a violoncel i piano, per encàrrec de Doris Hochscheid i Frans van Ruth[21]
- 2006: Valentina's Blues per a piano. Encàrrec de Marcel Worms, publicat al seu CD Red, White and Blues, 32 New Dutch Blues (Attacca Records #27103)[13]
- 2007: Trojaborg per a clarinet sol[11]
- 2007: Epices per a soprano, clarinet baix, trompeta, percussió, piano, violí[22]
- 2007: Onderdrukte Haast (Peça suprimida) per a quintet de metalls
- 2007: On Tuesdays per a conjunt inspirat en textos de Daniil Harms. Estrena de Nieuw Ensemble
- 2008: Beyond Context per a orquestra de cambra, encarregat per l'Institut Polonès de Kíev[23]
- 2008: From this kind... per a cor, metalls i percussió inspirat en textos d'Oksana Zabuzhko
- 2010: Pure thoughts transfixed, simfonia per a gran orquestra[24]
- 2011: Mover of the Earth, Stopper of the Sun per a orquestra simfònica (obertura), per encàrrec de l'ONDIF[25]
- 2013: Concerto Grosso per a violí sol, viola solo i orquestra de corda
- 2014: Simfonia Cent trenta-un Angstrom per a gran orquestra
- 2015-2016: MOMO i els lladres del temps; la història del nen que va portar el temps robat a la gent. Òpera per a gran orquestra, solistes, cor (mixt i infantil), encarregada per la Royal Opera (Copenhaguen) (Holmen). Basat en la novel·la Momo de Michael Ende.
- 2019: Hoc Vinces! per a gran orquestra